# 녹는 중
녹는 중은 다비치의 디지털 싱글로, 2013년 4월 1일에 발매되었다.
버벌진트가 다른 가수에게 정식으로 준 첫 곡이다. 그는 이 곡의 뮤직비디오에도 출연했다.

## 수록곡
| #  | 제목                         | 작사     | 작곡     | 편곡 | 재생 시간 |
| -- | ---------------------------- | -------- | -------- | ---- | --------- |
| 1. | 〈녹는 중 (Feat. 버벌진트)〉 | 버벌진트 | 버벌진트 |      |           |